# Janów (Grójec)
Pour les articles homonymes, voir Janów.
Janów (prononciation : [ˈjanuf]) est un village polonais de la gmina de Chynów dans le powiat de Grójec de la voïvodie de Mazovie dans le centre-est de la Pologne.
Il se situe à environ 6 kilomètres au sud de Chynów (siège de la gmina), 17 kilomètres à l'est de Grójec (siège du powiat) et à 41 kilomètres au sud de Varsovie (capitale de la Pologne).
Le village possède approximativement une population de 230 habitants en 2003.

## Histoire
De 1975 à 1998, le village appartenait administrativement à la voïvodie de Radom.